# Ondřej Pražský
Ondřej Pražský (zemřel kolem r. 1550) byl pražský zvonař a kovolijec. Působil na Novém Městě. Byl synem významného zvonaře Bartoloměje Pražského. S ženou Annou měl syna Brikcího, který po něm převzal dílnu a stal se největším českým zvonařem 16. století. Mladší syn Zikmund byl Brikcího pomocníkem, kromě toho měl Ondřej několik dcer. 

## Zvony
- R. 1542 vyrobil zvony Václav a Marie do katedrály sv. Víta na Pražském hradě.
- R. 1544 vyrobil zvon pro zvonici kostela sv. Jakuba Většího v Čížové (okres Písek).[1]

### Charakteristika zvonů
- Ondřej užívá téměř výhradně latinské texty.
- Je jedním z mála zvonařů, kteří během života změnili typ písma – kolem r. 1542 opouští gotickou minuskuli a přechází na humanistickou majuskuli.
- Kolem r. 1542 se mění i jiné prvky ve výzdobě jeho zvonů. Lze předpokládat, že až do té doby užíval formy navržené svým otcem, a teprve poté prosazuje vlastní styl.